# Донской, Михаил Владимирович
Михаил Владимирович Донской (8 августа 1948 — 13 января 2009, Москва) — российский программист и предприниматель, один из создателей шахматной программы «Каисса» — первого чемпиона мира среди шахматных программ (1974 год), создатель и глава информационно-технологической компании «ДИСКо».

## Биография
В 1970 году окончил МГУ (мехмат). С 1970 по 1976 годы работал старшим научным сотрудником Института проблем управления АН СССР. В 1974 году защитил диссертацию на звание кандидата физико-математических наук по специальности «Теоретическая кибернетика».
Совместно с коллегами (Г. М. Адельсон-Вельский, В. Л. Арлазаров) разработал шахматную программы «Каисса», которая победила на состоявшемся в 1974 году в Стокгольме первом чемпионате мира среди шахматных программ.
С 1976 г. — заведующим лабораторией ИСА РАН. В период с 1982 по 1988 год являлся Главным системным программистом СУБД ИНЕС, разработал архивную систему ИНЕС, получившую широкое распространение в большинстве вычислительных центров СССР.
С 1988 по 1990 год команда программистов под его руководством разрабатывает для IBM PC новый выпуск шахматной программы «КАИССА», занявшую в Лондоне в том же году 4-е место на Компьютерной Олимпиаде.
В 1989—1992 годах Михаил Донской являлся начальником отдела шахматного программирования СП компании «Параграф» и входил в состав её совета директоров.
В 1994 году Донской основал компанию «ДИСКо» (DISCo — Donskoy Interactive Software Company), заняв в ней должность генерального директора. Эта компания разработала ряд популярных программ для ПК, включая файловый менеджер «ДИСКо Командир» и «ДИСКо Качалка».
Лауреат профессиональных опросов «Тор-100 Российского компьютерного бизнеса» и участник программы «Тесhnology Pioneers» Всемирного экономического форума в Давосе в 2001 году.
Участвовал в интернет-передаче «Подпольная Правда» в качестве консультанта.
Скончался от рака на 61-м году жизни 13 января 2009 года. Похоронен на Хованском кладбище.

## Основные публикации
- Основы информатики и вычислительной техники: общий взгляд, история, технические средства / Л. П. Викторов, М. В. Донской, И. Б. Новик; ВНИИ систем. исслед. — Препр. — М. : ВНИИСИ, 1989. — 50 с.;
- Программирование игр / Г. М. Адельсон-Вельский, В. Л. Арлазаров, М. В. Донской ; Под ред. Г. М. Адельсона-Вельского. — Москва : Наука, 1978. — 255 с. : ил.; 20 см. — (Библиотечка программиста).
- Адельсон-Вельский Г. М., Арлазаров В. Л., Битман А. Р., Донской М. В. Машина играет в шахматы / АН СССР. — М.: Наука, 1983. — 208 с. — (Наука и технический прогресс). — 43 000 экз. (обл.)